# Свейн Матісен
Свейн Матісен (норв. Svein Mathisen, 30 вересня 1952, Сауда — 27 січня 2011, Крістіансанн) — норвезький футболіст, що грав на позиції півзахисника за клуб «Старт» (Крістіансанн) та національну збірну Норвегії.
Дворазовий чемпіон Норвегії. 

## Клубна кар'єра
У дорослому футболі дебютував 1973 року виступами за команду «Старт» (Крістіансанн), кольори якого захищав до 1989 року, взявши за цей час участь у 327 матчах чемпіонату. Більшість часу, проведеного у складі «Старта», був основним гравцем команди. За цей час двічі, у 1978 і 1980 роках, виборював титул чемпіона Норвегії.
Частину 1978 року провів в оренді у шотландському «Гіберніані», за команду якого провів лише дві гри.

## Виступи за збірну
1975 року дебютував в офіційних матчах у складі національної збірної Норвегії.
Загалом протягом кар'єри у національній команді, яка тривала 10 років, провів у її формі 25 матчів, забивши 2 голи.
Помер 27 січня 2011 року на 59-му році життя у Крістіансанні від раку шлунка.

## Титули і досягнення
- Чемпіон Норвегії (2):

«Старт» (Крістіансанн): 1978, 1980